# カローリング
カローリング（curolling）は、氷上でなく室内でカーリングができるように考案されたニュースポーツで、1993年に名古屋市にあるベアリングメーカー、中部ベアリング株式会社代表取締役の田中耕一（現日本カローリング協会理事長）が考案したもの。カローリングの名は「軽やかにローリング（回転する）」として命名された。

## 概要
底面に3つの車輪がついた「ジェットローラー」と呼ばれるプラスチック製の円盤をストーンの代わりに用いる。ジェットローラーは初めはまっすぐ転がるようになっているものの、車輪の経年劣化もしくは床面の状態で右もしくは左に傾いて転がる事もある。また、車輪にはストレート用およびカーブ・シュート兼用の2種があり、作戦に応じて交換することができる。
コートの幅は3メートル、長さは13メートルとなっている。重さ2キログラムのジェットローラーを、内側から順に赤（3点）・黄（2点）・青（1点）と、3つの同心円が塗り分けられた11m（中心の位置。ジュニア（小学生）競技は9m）先のポイントゾーンに向かって滑らせる。カーリングと異なり、ポイントゾーンには点数が書かれている。1チーム3人（ジュニア競技は4人）でそれぞれ色の異なる6個（ジュニア競技は同色４個）のジェットローラーを相手チームと交互に投球し、1試合6イニングで行われる。
ジェットローラーの止まった位置の点数に応じて得点できる。得点はカーリングと同様、よりポイントゾーンの中心に近い位置にジェットローラーを停止させたチームのみに入り、相手チームはいかに多くのジェットローラーがポイントゾーンに入っていても0点となる。
特許取得国は、日本、アメリカ合衆国、フランス、イギリス、オーストラリア、イタリア、韓国、香港、台湾、カナダ。